# Wyspy Marshalla na Letnich Igrzyskach Olimpijskich 2016
Wyspy Marshalla na Letnich Igrzyskach Olimpijskich 2016 w Rio de Janeiro reprezentowało 5 zawodników w 3 konkurencjach. Był to trzeci start reprezentacji Wysp Marshalla na igrzyskach olimpijskich.

## Skład reprezentacji

### Lekkoatletyka
| Zawodnik       | Konkurencja   | Kwalifikacje | Kwalifikacje | Ćwierćfinał             | Ćwierćfinał             | Półfinał                | Półfinał                | Finał                   | Finał                   |
| Zawodnik       | Konkurencja   | Czas         | Pozycja      | Czas                    | Pozycja                 | Czas                    | Pozycja                 | Czas                    | Pozycja                 |
| -------------- | ------------- | ------------ | ------------ | ----------------------- | ----------------------- | ----------------------- | ----------------------- | ----------------------- | ----------------------- |
| Richson Simeon | Bieg na 100 m | 11,56        | 8.           | Nie zakwalifikował się  | Nie zakwalifikował się  | Nie zakwalifikował się  | Nie zakwalifikował się  | Nie zakwalifikował się  | Nie zakwalifikował się  |
| Mariana Cress  | Bieg na 100 m | 13,20        | 6.           | Nie zakwalifikowała się | Nie zakwalifikowała się | Nie zakwalifikowała się | Nie zakwalifikowała się | Nie zakwalifikowała się | Nie zakwalifikowała się |

### Pływanie
| Zawodnik         | Konkurencja          | Kwalifikacje | Kwalifikacje | Półfinał                | Półfinał                | Finał                   | Finał                   |
| Zawodnik         | Konkurencja          | Czas         | Pozycja      | Czas                    | Pozycja                 | Czas                    | Pozycja                 |
| ---------------- | -------------------- | ------------ | ------------ | ----------------------- | ----------------------- | ----------------------- | ----------------------- |
| Giordan Harris   | 50 m stylem dowolnym | 25,81        | 63.          | Nie zakwalifikował się  | Nie zakwalifikował się  | Nie zakwalifikował się  | Nie zakwalifikował się  |
| Colleen Furgeson | 50 m stylem dowolnym | 28,16        | 58.          | Nie zakwalifikowała się | Nie zakwalifikowała się | Nie zakwalifikowała się | Nie zakwalifikowała się |

### Podnoszenie ciężarów
| Zawodnik        | Konkurencja | Rwanie | Rwanie  | Podrzut | Podrzut | Łącznie | Pozycja |
| Zawodnik        | Konkurencja | Wynik  | Pozycja | Wynik   | Pozycja | Łącznie | Pozycja |
| --------------- | ----------- | ------ | ------- | ------- | ------- | ------- | ------- |
| Mathlynn Sasser | 58 kg       | 87     | 11.     | 112     | 10.     | 199     | 11.     |